# Eriocaulon trisectoides
Eriocaulon trisectoides là một loài thực vật có hoa trong họ Eriocaulaceae. Loài này được Satake mô tả khoa học đầu tiên năm 1971.